# Dicoryphe viticoides
Dicoryphe viticoides är en trollhasselart som beskrevs av John Gilbert Baker. Dicoryphe viticoides ingår i släktet Dicoryphe och familjen trollhasselfamiljen. Inga underarter finns listade i Catalogue of Life.